# Melatonin
Melatonin (с англ. — «мелатонин») — ритм-игра, разработанная канадской инди-студией Half Asleep и выпущенная 15 декабря 2022 на Windows и Nintendo Switch.

## Игровой процесс
Melatonin — ритм-игра, в которой игрок управляет спящим человеком по ночам. Игровой процесс разбит на уровни, каждый уровень соответствует одной ночи. За ночь игрок должен пройти пять снов, представленных в виде отдельных мини-игр, после чего происходит сражение с боссом, причём по ходу сражения используются элементы всех пяти пройденных снов. Игровой процесс всех уровней сводится к нажатию определённых кнопок в такт играющему саундтреку.
Перед каждым сном игроку показывается обучение, объясняющее, как играть в текущую мини-игру. После этого у игрока есть возможность попрактиковаться вне зачёта. По ходу практики будет звучать метроном; игрок будет получать подсказки, когда и какие кнопки следует нажимать; а после нажатия кнопки игра оценит попадание в бит, выведя EARLY, PERFECT или LATE («рано», «идеально» или «поздно»). В некоторых частях уровней музыка может замедляться или ускоряться. Всего в игре 20 уровней.
Графика игры выполнена в мягких пастельных цветах, а в качестве музыки используются Lo-Fi-биты, сочинённые специально для игры.

## Разработка и выпуск
Melatonin стал дебютным проектом инди-студии Half Asleep. Источником вдохновения при разработке послужила игра Rhythm Heaven от Nintendo.

## Отзывы критиков
| Сводный рейтинг       | Сводный рейтинг |
| Агрегатор             | Оценка          |
| --------------------- | --------------- |
| Metacritic            | 77/100          |
| OpenCritic            | 78/100          |
| Иноязычные издания    |                 |
| Издание               | Оценка          |
| Hardcore Gamer        | 3,5/5           |
| Nintendo Life         | 7/10            |
| Nintendo World Report | 9/10            |
| Game Rant             | 3/5             |

Игра получила положительные отзывы, согласно агрегатору рецензий Metacritic.
Саундтрек игры получил неоднозначные отзывы. Мишель Си-То из Nintendo Life назвала музыку «расслабляющей, но цепляющей», однако отметила, что играть в ритм-игру под неё бывает сложно. Джордан Радек из Nintendo World Report заявил, что музыка придётся по вкусу любителям лоу-фая, однако остальным она может показаться слишком однообразной.